# Sankt Markus kyrka, Skövde
Sankt Markus kyrka var en kyrkobyggnad som tillhörde Skövde församling i Skara stift. Den låg i stadsdelen Lunden i centralorten i Skövde kommun. 

## Kyrkobyggnaden
Kyrkan uppfördes efter ritningar av Rolf Bergh och invigdes 1975. Den hade en fasad av råbetong med avtryck av gjutformens brädor. Ihopbyggd med kyrkan fanns församlingshem och en hög klockstapel. 
Då byggnaden hade ett stort renoveringsbehov stängdes den på sensommaren 2015 och kyrkorådet beslutade 2017 att den skulle försäljas. Byggnaden inköptes av Skövde kommun 2018 och revs påfäljande år. 

## Inventarier
- Inne i kyrkan fanns en skulpterad fågelvinge i förgyllt trä som har förfärdigats av Henrik Allert.
- Dopfunten var utförd i naturfärgad furu. Tillhörande cuppa med låg cylindrisk form är av mässing.
- Orgeln som invigdes 1990 var tillverkad av Walter Thür Orgelbyggen.